# 15-й царь Канту
15-й царь Канту (K'INICH-?-?-? досл.: «Сияющий...»), также известный как Правитель VIII — последний известный правитель майяского царства Канту со столицей в Караколе. Его имя сохранилось только частично. 

## Биография
15-й царь Канту является преемником Кана III. Во время своего правления установил стелу 10.
Стела 10 отличается от других стел грубой резьбой и сокращённой хронологией. Последний глиф в тексте стелы Ajaw, по-видимому, отмечает полукатун 10.1.0.10.0.0 869 года. 
Во время его правления Канту ушло в окончательный упадок. Последнее что осталось, это его подвиги, выгравированные на камне.